# Buri (Mythologie)

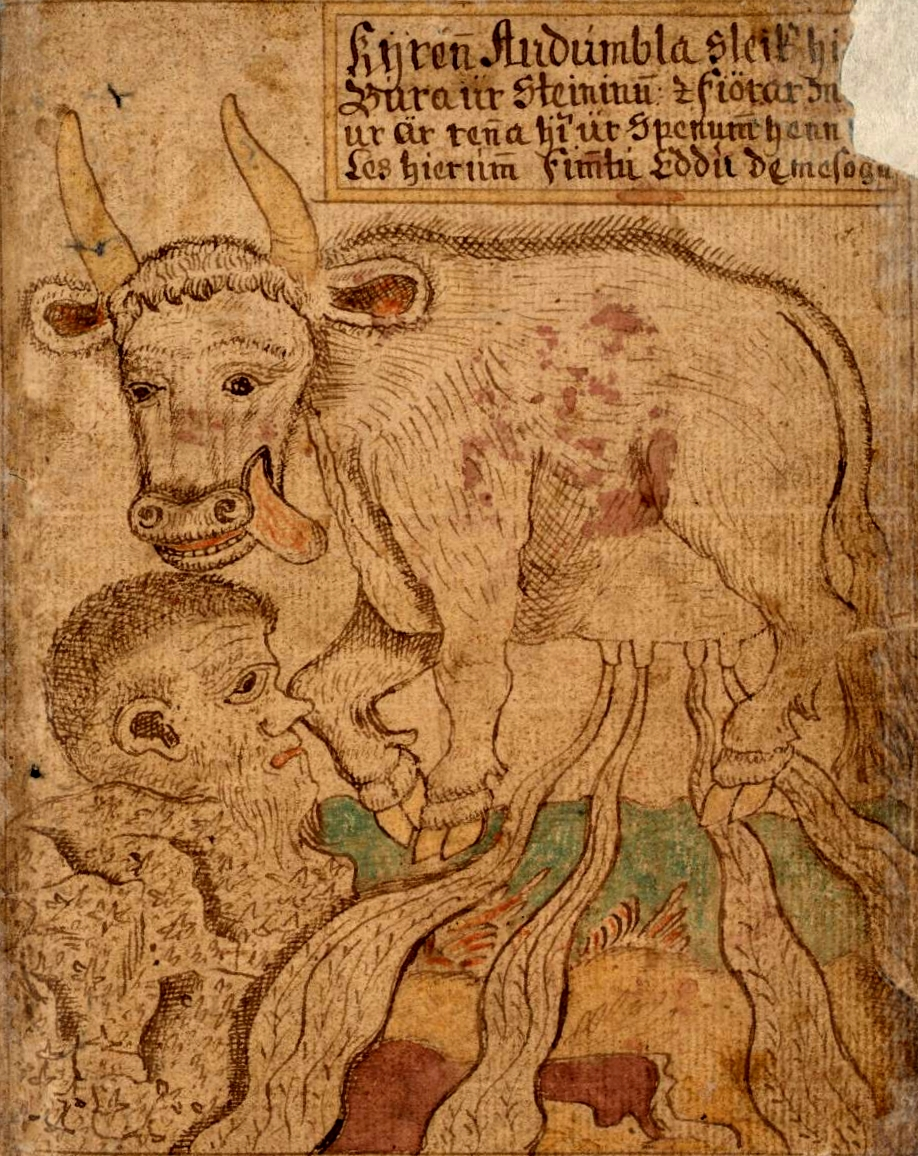
Audhumla leckt Buri aus einem bereiften, salzigen Eisstein. Aus einer isländischen Handschrift des 18. Jahrhunderts.

Buri, altnordisch Búri, ist in der nordischen Mythologie der Stammvater der Götter.
Buri wird nur in Snorri Sturlusons Prosa-Edda erwähnt. Demnach leckte ihn die Kuh Audhumla innerhalb von drei Tagen aus einem salzigen Stein, an dessen Oberfläche Reif war. Am ersten Tag löste sie so mit ihrer Zunge das Haar Buris heraus, am zweiten den Kopf und am dritten den übrigen Körper. Buri wird als männliches Wesen beschrieben, das schön, groß und stark war. Er zeugte einen Sohn namens Burr, der Bestla, die Tochter des Reifriesen Bölthorn, zur Frau nahm. Deren Söhne waren Odin, Vili und Vé – die ersten Götter.
Der Name Búri leitet sich wie der Name seines Sohns Burr von urgermanisch *buriz „Sohn, Geborener“ ab. Somit bedeuten beide Namen grundsätzlich dasselbe. In der Forschung übersetzt man Buris Namen dennoch als „Erzeuger, Vater“ und entsprechend Burr als „Erzeugter, Sohn“  – wohl wegen der Generationenfolge. Wie er seinen Sohn zeugte, wird jedoch nicht erläutert; entweder aus sich selbst heraus oder im Wege sexueller Fortpflanzung.